# Mukatumba
Mukatumba är ett vattendrag i Burundi.   Det ligger i provinsen Ruyigi, i den centrala delen av landet, 110 km öster om huvudstaden Bujumbura.
I omgivningarna runt Mukatumba växer huvudsakligen savannskog. Runt Mukatumba är det ganska tätbefolkat, med 172 invånare per kvadratkilometer.